# Charlot Salwai
Charlot Salwai Tabimasmas (født 24. april 1963) er en vanuatisk politiker, tidligere revisor og politisk rådgiver. Han var været premierminister i Vanuatu siden 6. oktober 2023 hvor Sato Kilman blev afsat ved et mistillidsvotum. Salwai var også premierminister i Vanuatu fra 2016 til 2020. Han er leder af Reunification of Movements for Change (RMC), som er en del af Unity for Change-blokken.

## Politisk karriere
Salwai havde tidligere været handels- og industriminister (fra 2004), minister for landområder og naturresurser (fra 2004), undervisningsminister (fra 2008), minister for finanser og økonomisk styring (2012-2013) og indenrigsminister (fra 2014).
11. februar 2016 blev han premierminister i Vanatu efter parlamentsvalget i 2016. Han blev genvalgt som leder af RMC i august 2016. I slutningen af november 2016 overlevede Salwai et forsøg på et mistillidsvotum, hvor parlamentsmedlemmerne var uenige om proceduremæssige punkter vedrørende forslaget. I august 2020 blev Salwai, de tidligere ministre Matai Seremaiah og Jerome Ludvaune og tidligere parlamentsmedlem Tom Korr indbragt for højesteret for bestikkelse og korruption på grund af beskyldninger om, at han havde bestukket de parlamentsmedlemmer, der havde stillet mistillidsvotummet. Salwai blev også anklaget for mened.
Salwai blev stillet for retten 23. november 2020 anklaget for 10 tilfælde af bestikkelse og korruption. Han og hans tidligere sundhedsminister blev frikendt for bestikkelse 8. december. 6. december 2020 blev Salwai dømt for mened og fik en betinget dom. Han blev benådet af Vanuatus præsident, Tallis Obed Moses, i september 2021, hvilket genskabte hans mulighed for at få offentlige embeder.
6. oktober 2023 blev Salwai valgt til premierminister efter afsættelsen af Sato Kilman ved et mistillidsvotum.